# Southside (продюсер)
Джошуа Ховард Луэллен (англ. Joshua Howard Luellen; род. 2 февраля 1989, Атланта, Джорджия, США), более известен как Southside (Young Sizzle, Sizzle, 808 Mafia Boss) — американский битмейкер, музыкальный продюсер и рэпер.
Получил признание как один из самых выдающихся хип-хоп продюсеров 2010-х годов. В 2010 году вместе с продюсером Lex Luger основал объединение продюсеров 808 Mafia, главой которого Southside является до сих пор.

## Карьера
Southside начал писать биты когда ему было 14 лет. В 17 лет его нашёл тогда еще неизвестный исполнитель Waka Flocka Flame, и благодаря связям Southside подписали на лейбл Gucci Mane 1017 Brick Squad Records. Там Southside познакомился с Lex Luger, который был штатным продюсером Waka Flocka Flame. Первой крупной работой Southside был трек Waka Flocka Flame «Fuck The Club Up», которая появилась на альбоме Waka Flocka «Flockaveli». В 2011 году Southside выступил со-продюсером трека «Illest Motherfucker Alive» с альбома Kanye West и Jay-Z «Watch the Throne». Эта работа повысила карьерный рост Southside и в дальнейшем он смог поработать с такими артистами как Rick Ross, B.o.B, Meek Mill, Lil Scrappy, Machine Gun Kelly и другими.
Southside был главным продюсером альбома Gucci Mane и Waka Flocka Flame «Ferrari Boyz» и альбома Waka «Triple F Life: Friends, Fans & Family».
В январе 2013 года Southside спродюсировал «Millions» — главный сингл с микстейпа Pusha T «Wrath of Caine». Музыкальное видео на эту песню было выпущено 10 февраля. Песня вызвала споры, когда продюсера Rico Beats попросили изменить инструментал Southside для окончательной версии песни. Southside не был уведомлен об изменениях, в результате чего два продюсера обменялись угрозами в Твиттере. В официальном трек-листе «Wrath of Caine» Kanye West указан как сопродюсер, а не Rico Beats. Также в 2013 году Southside и TM88 спродюсировали песню Birdman «Tapout» для его альбома Rich Gang: Flashy Lifestyle. Песня заняла 44 строчку в Billboard Hot 100 и получила золотой сертификат RIAA.
В начале 2010-х продукция Southside использовалась в многочисленных микстейпах. Наряду с 808 Mafia TM88, сингл "Danny Glover" стал прорывом в начале 2014 года для протеже Gucci Mane Young Thug, спродюсированного Southside. К концу 2014 года продукция Southside продолжала катапультироваться в мейнстрим хип-хопа Атланты, когда микстейп Future «Monster» стал одним из самых известных рэп-релизов того года, поскольку Southside обрабатывал четверть всего производства микстейпа. Хорошо принятый проект собрал более миллиона стримов и загрузок на онлайн-сайте микстейпов DatPiff. Выдающийся монстр "Commas" был выпущен в качестве официального коммерческого сингла в марте 2015 года и провел 20 недель в чарте Billboard Hot 100, достигнув 55-й позиции, одновременно получив золотой сертификат RIAA, что еще больше укрепило карьерный рост Southside.
В 2015 году Southside продолжал повсеместно продвигать свой трэп-саунд в индустрии хип-хопа, особенно в различных песнях, спродюсированных им и его коллективом 808 Mafia. Southside отвечал за продюсирование значительной части альбома Future «DS2» , а также отвечал за продюсирование девяти из десяти треков микстейпа Future, «56 Nights», в котором Southside всего за одну ночь записал весь проект. Кроме того, Southside также внес свой вклад в создание трех треков для совместного микстейпа «What a Time to Be Alive» Future и Drake.